# Galina Malczugina
Galina Wiaczesławowna Malczugina z domu Michiejewa ros. Галина Вячеславовна Мальчугина z domu Михеева (ur. 17 grudnia 1962 w Briańsku) – radziecka, a później rosyjska lekkoatletka specjalizująca się w biegach sprinterskich.
Jej pierwszym sukcesem był finał olimpijski w Seulu, gdzie była ostatnia. Ma na koncie trzy finały olimpijskie (była 8. w Seulu, 8. w Barcelonie i 5. w Atlancie) oraz trzy finały MŚ w których była odpowiednio na 5., 7. i 3. miejscu. W 1999 zakończyła karierę sportową.

## Osiągnięcia sportowe

### Igrzyska olimpijskie
| Miejsce | Dzień          | Rok  | Miejscowość | Konkurencja        | Czas biegu | Strata   | Zwycięzca                |
| ------- | -------------- | ---- | ----------- | ------------------ | ---------- | -------- | ------------------------ |
| 8.      | 29 września    | 1988 | Seul        | bieg na 200 m      | 22,41 s    | + 1,07 s | Florence Griffith-Joyner |
| 3.      | 1 października | 1988 | Seul        | sztafeta 4 × 100 m | 42,75 s    | + 0,77 s | Stany Zjednoczone        |
| 8.      | 6 sierpnia     | 1992 | Barcelona   | bieg na 200 m      | 22,63 s    | + 0,82 s | Gwen Torrence            |
| 2.      | 8 sierpnia     | 1992 | Barcelona   | sztafeta 4 × 100 m | 42,16 s    | + 0,05 s | Stany Zjednoczone        |
| 5.      | 1 sierpnia     | 1996 | Atlanta     | bieg na 200 m      | 22,45 s    | + 0,33 s | Marie-José Perec         |
| 4.      | 3 sierpnia     | 1996 | Atlanta     | sztafeta 4 × 100 m | 42,27 s    | + 0,32 s | Stany Zjednoczone        |

### Mistrzostwa świata
| Miejsce | Dzień       | Rok  | Miejscowość | Konkurencja        | Czas biegu | Strata   | Zwycięzca         |
| ------- | ----------- | ---- | ----------- | ------------------ | ---------- | -------- | ----------------- |
| 5.      | 30 sierpnia | 1991 | Tokio       | bieg na 200 m      | 22,66 s    | + 0,57 s | Katrin Krabbe     |
| 2.      | 1 września  | 1991 | Tokio       | sztafeta 4 × 100 m | 42,20 s    | + 0,26 s | Jamajka           |
| 7.      | 19 sierpnia | 1993 | Stuttgart   | bieg na 200 m      | 22,60 s    | + 0,62 s | Merlene Ottey     |
| 1.      | 22 sierpnia | 1993 | Stuttgart   | sztafeta 4 × 100 m | 41,49 s    | -        | -                 |
| 3.      | 10 sierpnia | 1995 | Göteborg    | bieg na 200 m      | 22,37 s    | + 0,25 s | Merlene Ottey     |
| DNF.    | 13 sierpnia | 1995 | Göteborg    | sztafeta 4 × 100 m | -          | -        | Stany Zjednoczone |
| 5.      | 9 sierpnia  | 1997 | Ateny       | sztafeta 4 × 100 m | 42,50 s    | + 1,03 s | Stany Zjednoczone |

### Mistrzostwa Europy
| Miejsce | Dzień       | Rok  | Miejscowość | Konkurencja        | Czas biegu | Strata   | Zwycięzca       |
| ------- | ----------- | ---- | ----------- | ------------------ | ---------- | -------- | --------------- |
| 3.      | 30 sierpnia | 1990 | Split       | bieg na 200 m      | 22,23 s    | + 0,28 s | Katrin Krabbe   |
| DNF.    | 1 września  | 1990 | Split       | sztafeta 4 × 100 m | -          | -        | NRD             |
| 3.      | 11 sierpnia | 1994 | Helsinki    | bieg na 200 m      | 22,90 s    | + 0,58 s | Irina Priwałowa |
| 2.      | 13 sierpnia | 1994 | Helsinki    | sztafeta 4 × 100 m | 42,96 s    | + 0,06 s | Niemcy          |
| 3.      | 22 sierpnia | 1998 | Budapeszt   | sztafeta 4 × 100 m | 42,73 s    | + 0,14 s | Francja         |